# Мец, Иоганн Баптист
Иоганн Баптист Мец (нем. Johann Baptist Metz, 5 августа 1928[…], Ауэрбах, Бавария — 2 декабря 2019[…], Мюнстер, Северный Рейн-Вестфалия) — немецкий католический священник и богослов. Он был ординарным профессором фундаментального богословия в Мюнстерском университете и консультантом синода немецких епархий. Он считается одним из самых важных немецких богословов после Второго Ватиканского собора, который повлиял на теологию освобождения и сосредоточил внимание на сострадании. 

## Жизнь и карьера
Мец родился 5 августа 1928 года в городе Ауэрбахе-ин-дер-Оберпфальц и вырос там же. Подростком Мец был призван в немецкую армию в 1944 году, ближе к концу Второй мировой войны. За шесть месяцев до окончания войны он был схвачен американцами и отправлен в лагеря для военнопленных в Мэриленде, а затем в Вирджинии. После войны он вернулся в Германию. Он изучал теологию и философию с 1948 года сначала в Бамберге, затем в Мюнхене и в Инсбрукском университете. В 1951 году он защитил диссертацию по философии Мартина Хайдеггера. Мец был рукоположен в священники в 1954 году, работал в служении с 1958 по 1961 год. Ему была присвоена степень доктора философии за диссертацию по теологии Фомы Аквинского; его научным руководителем был Карл Ранер. Его военный опыт аналогичен опыту немецкого богослова-кальвиниста Юргена Мольтмана, который впоследствии вместе с Мецем писал статьи о политической теологии на фоне прямой конфронтации с нацизмом. В 1962–63 годах он получал стипендию Немецкого научно-исследовательского общества.
Он был профессором фундаментальной теологии в Мюнстерском университете с 1963 по 1993 год, где он разработал теологию после Освенцима (теологию Холокоста). Познакомившись на конференции в 1963 году с  Эрнстом Блохом, завязал дружбу с этим философом-марксистом. Он представил в богословии философские и политические идеи Блоха, а также других мыслителей, повлиявших на настроения 1968 года: Вальтера Беньямина и представителей Франкфуртской школы Макса Хоркхаймера, Теодора Адорно и Герберта Маркузе, что, впрочем, было встречено в штыки. При этом его концепции были применены теологией освобождения в Латинской Америке. 
Он участвовал в основании Билефельдского университета и был ведущим членом международного общества Павла, занимающегося диалогом между христианами и марксистами. Мец также принимал участие в движении за мир в 1960-х годах, например, в «Кружке Бенсберга», основанном левыми католиками Ойгеном Когоном и Вальтером Дирксом. После Второго Ватиканского собора он был консультантом папского секретариата по вопросам noncredentibus (неверующих) с 1968 по 1973 год. Мец был консультантом Вюрцбургского синода немецких епархий с 1971 по 1975 год и был основным автором его документа «Unsere Hoffnung» («Наша надежда»), который стал ключевым документом для принятия Второго Ватиканского собора в Германии.
Мец жил в Мюнстере до своей смерти 2 декабря 2019 года.

## Богословие

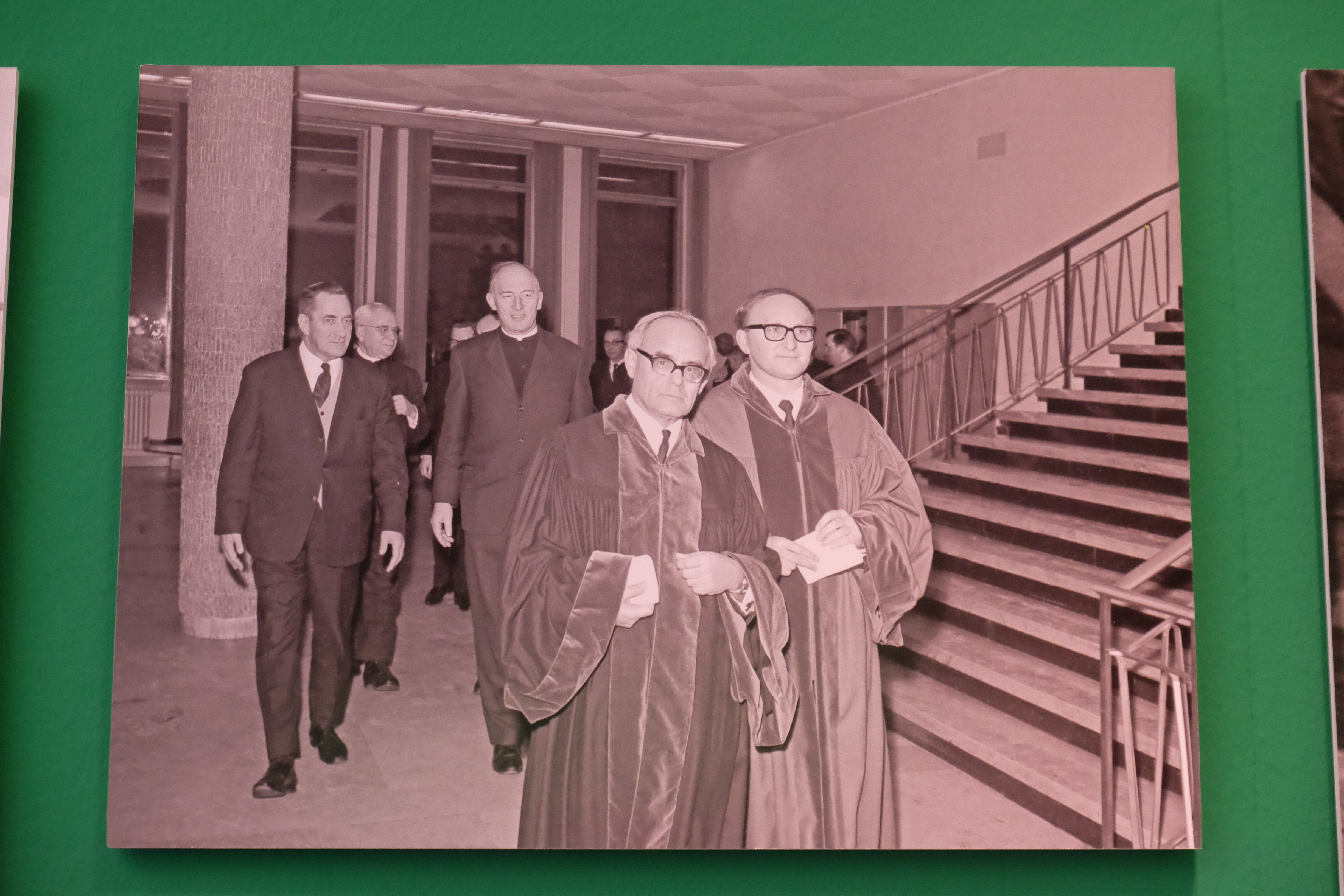
Мец и Ранер в 1971 году.

Ученик Карла Ранера, Мец порвал с трансцендентальной теологией Ранера, обратившись к теологии, укоренённой в практике. Мец находился в центре школы политической теологии, которая сильно повлияла на теологию освобождения. Он считается одним из самых влиятельных немецких богословов после II Ватиканского собора.  Его мысль вращалась вокруг фундаментального внимания к страданиям других. Ключевыми темами его богословия были память, солидарность и повествование. Среди работ на английском языке: «Новая церковь», «Вера в историю и общество», «Бедность духа» и «Надежда против надежды». Сборник статей можно найти в книге «Страсти по Богу: мистико-политическое измерение христианства» в переводе Мэтью Эшли и в издании Джона К. Дауни «Стратегия любви: политическая теология Иоганна Баптиста Меца». 
Фундаментальным для работы Меца является концепция «опасной памяти», которая относится к анамнесису в Новом Завете — термину, который занимает центральное место в богословии Евхаристии. Мец по-разному говорил об «опасной памяти об Иисусе Христе», «опасной памяти о свободе (в Иисусе Христе)», «опасной памяти о страданиях» и т. д. Одним из мотивирующих факторов для этой категории является решимость Меца как христианского богослова из Германии переработать всю христианскую теологию с нуля в свете разрушительного опыта Холокоста. Эта потребность частично объясняет его разрыв с Ранером, чей трансцендентальный метод апеллирует к историчности, но не согласуется с реальной историей. Мец вёл диалог с прогрессивным марксизмом, особенно с Вальтером Беньямином и авторами Франкфуртской школы. Он выступил с яростной критикой того, что он называл буржуазным христианством, и считал, что христианское Евангелие стало менее заслуживающим доверия, поскольку оно перепуталось с буржуазной религией. Его работа «Вера в историю и общество» развивает апологетику или фундаментальное богословие с этой точки зрения.
Ключевым мотивом его богословия является сострадание как чувствительность к страданиям других, сострадание к Богу, а также страсть к Богу («Leidempfindlichkeit für andere, die Mitleidenschaft Gottes, auch die Leidenschaft für Gott»).

## Труды
- Metz, Johann Baptist (1969). Theology of the World, trans. William Glen-Doepel. New York: Seabury. ISBN 9780816425686
- Metz, Johann Baptist (1980). Faith in History and Society: Toward a Practical Fundamental Theology. New York: Seabury. ISBN 9780816404261
- Metz, Johann Baptist (1998). Poverty in Spirit. New York: Paulist Press. ISBN 9780809137992